# Дом напротив
«Дом напротив» — советский короткометражный чёрно-белый фильм 1958 года режиссëра Аян Шахмалиевой производства киностудии «Ленфильм».

## Сюжет
Шофёр Василий Нежин, лежащий в больнице с тяжёлыми переломами, не верит в возможность выздоровления. Особую тоску наводит на него полуразвалившийся дом напротив. Наконец однажды приходят рабочие, разбирают развалины и начинают строить новый дом.
Наблюдая за их работой, особенно — за шустрой девушкой, он начинает поправляться. Но вот девушка исчезает со стройки и Василий снова впадает в уныние. Замечает перемены в его настроении медицинская сестра Алевтина Валерьяновна…
В один из дней к Василию приходит девушка Тася, работавшая на стройке; у молодых людей появляются взаимные чувства.
Вскоре в палату помещают бригадира строителей дома напротив, которого неожиданно посещает строительница Зина, которую на самом деле и наблюдал на стройке Василий. А Тася в действительности — сестра Алевтины Валерьяновны.
Открывшийся обман тем не менее не прерывает дружбу Василия и Таси.

## В ролях
- Глеб Селянин — Василий Нежин
- Людмила Касьянова — Тася
- Галина Дунаева — Алевтина Валерьяновна
- Степан Крылов — Мамочкин
- Ольга Аверичева — нянечка
- Александр Орлов — старичок
- Георгий Унанян — Исмаил
- Николай Кузьмин — брат Мамочкина